# Rethwisch (Steinburg)
Rethwisch este o comună din districtul Steinburg, landul Schleswig-Holstein, Germania. Deoarece există mai multe localități cu acest nume, atunci când este necesar se precizează astfel: Rethwisch (Steinburg) (Rethwisch din districtul Steinburg).